# Nyírlövő
Nyírlövő là một thị trấn thuộc hạt Szabolcs-Szatmár-Bereg, Hungary. Thị trấn này có diện tích 7,91 km², dân số năm 2010 là 691 người, mật độ 87 người/km².